# Lacuna Coil
Lacuna Coil – włoska grupa muzyczna grająca gothic metal, utworzona w 1994 roku w Mediolanie. Dawniej znana była jako Sleep of Right i Ethereal.
Muzyka Lacuna Coil jest inspirowana gotyckim brzmieniem muzyki średniowiecznej, jest to jednak mniej widoczne niż w przypadku podobnych zespołów. Na muzykę grupy wpływali tacy artyści jak: Tiamat, Paradise Lost, Septicflesh, Type O Negative czy Opeth.
Grupa powstała w 1994 roku jako Sleep of Right, ale szybko zmieniła nazwę na Ethereal i podpisała kontrakt z wytwórnią Century Media. Okazało się, że nazwa zespołu została już wcześniej wykorzystana, zmieniono ją na Lacuna Coil (nazwa znaczy „pusta spirala” – „lacuna” to włoskie określenie na pustkę lub zapomnienie, a „coil” z języka angielskiego oznacza spiralę).

## Historia zespołu

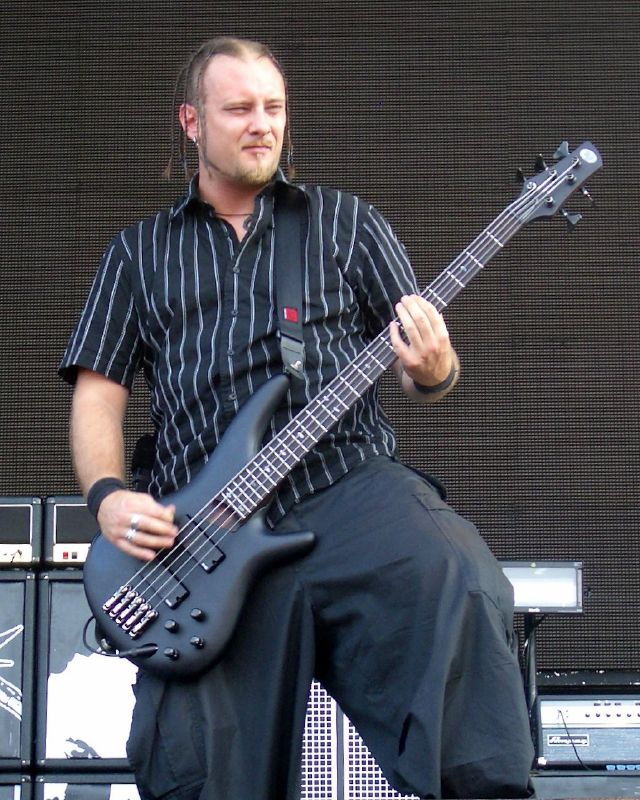
Marco Coti Zelati, 2006

W 1994 roku w Mediolanie we Andrea Ferro i Marco Coti Zelati założyli zespół Sleep of Right. Po jakimś czasie do zespołu dołączył gitarzysta Raffaele Zagaria oraz perkusista Michaelangelo. Po wydaniu dwóch albumów demo, Bleeding Souls i Noise of Bolgia, Claudio Leo dołączył do zespołu jako drugi gitarzysta, a Leonardo Forti zastąpił ówczesnego perkusistę Michaelangelo po jego odejściu. Po pewnym czasie Cristina Scabbia została zaangażowana w pracę w zespole. Na początku była ona proszona o lekki wokal w tle utworów, jednak niedługo po tym stała się oficjalnym członkiem Sleep of Right. Później grupa zmieniła nazwę na Ethereal i podpisała pierwszy kontrakt z wytwórnią Century Media pod koniec 1997 roku. Okazało się jednak że nazwa Ethereal była już zajęta przez grecką grupę muzyczną, więc zespół zmienił nazwę na Lacuna Coil, co w tłumaczeniu oznacza „pusta spirala”.
Lacuna Coil wydali pierwszy minialbum Lacuna Coil nakładem Century Media w 1998 roku. Krótko potem z zespołu odeszli Raffael Zagaria, Claudio Leo, oraz Leonardo Forti. W zastępstwie dołączyli gitarzysta Cristiano Migliore i perkusista Cristiano Mozzati. Po tych zmianach i wydaniu minialbumu zespół wybrał się na pierwszą trasę koncertową jako support zespołu Moonspell. Po wydaniu pierwszego albumu długogrającego In a Reverie, do zespołu dołączył drugi gitarzysta, Marco Biazzi. Po wydaniu albumu zespół udał się w Europejskie Tournée wraz z zespołem Skyclad. AllMusic oceniło album na 4 z 5 możliwych gwiazdek. Klasę albumu zauważył również magazyn Rolling Stone zapraszając Lacuna Coil na sponsorowane przyjęcie w Mediolanie. W 2000 roku ukazał się kolejny minialbum zespołu zatytułowany Halflife zawierający pięć utworów, w tym wersję demo utworu „Senzafine”, zaśpiewanego w ojczystym języku członków zespołu, po włosku. Piosenka „Senzafine” znalazła się na albumie Unleashed Memories wydanym w 2001 roku. Album początkowo zawierał 10 utworów, jednak na reedycji zostały dołączone utwory z Halflife.
Albumem przełomowym dla zespołu stał się wydany w 2002 roku album Comalies, który został bardzo gorąco przyjęty przez środowisko heavymetalowe. Po tym sukcesie grupa zdecydowała się otworzyć podbój na amerykański rynek muzyczny, na którym dotąd była nieznana. Pierwszą okazją do zaprezentowania się przed amerykańską publicznością był udział w programie telewizyjnym Uranium. Rok później pierwszy singel z albumu Comalies – „Heaven’s a Lie” przyciągnął uwagę radia i telewizji w północnej Ameryce. Na początku 2005 roku singel „Heaven’s a Lie” zdobył nagrodę Independent Music Awards za najlepszy utwór rock/metal. Kolejny singel „Swamped” został użyty w grze komputerowej Vampire: The Masquerade – Bloodlines, a także pojawił się na ścieżce dźwiękowej filmu Resident Evil 2: Apokalipsa. Teledyski do obu singli często pojawiały się w Headbangers Ball na MTV2.

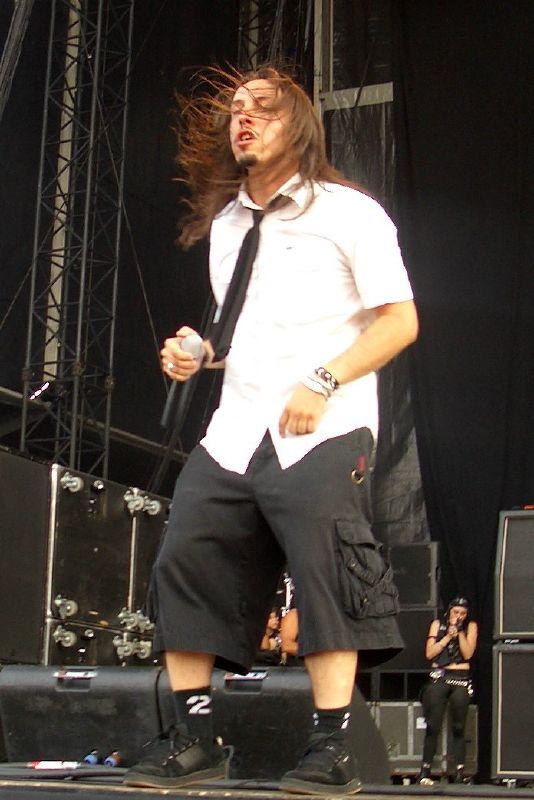
Andrea Ferro, 2006

W 2004 roku Comalies stała się najlepiej sprzedającą się płytą w historii Century Media. Grupa również uczestniczyła na światowej sławy wydarzeniu muzyki metalowej: Ozzfest. Album Karmacode – został wydany w kwietniu 2006. Pierwszy singel z tego albumu „Our Truth” znalazł się na soundtracku do filmu Underworld: Evolution, oraz został użyty w dwóch grach muzycznych Rock Band 2 i Guitar Hero World Tour. Klip do tego utworu był często puszczany w MTV, a singel znalazł się na liście 40 najlepiej sprzedających się albumów w USA. Podczas Europejskiego tournée w 2005 roku, zespół grał 2 nowe utwory (tytuły robocze: „A2” i „Antonio”) na niektórych koncertach. Piosenka „Our Truth” powstała na bazie „Antonio”, a „A2” okazało się być tym samym utworem co „Fragile”, który jest pierwszym utworem na Karmacode.
Album Karmacode zadebiutował na 28. miejscu na liście Billboardu i spotkało się z pozytywną opinią krytyków i prasy muzycznej. Promując swój album, na początku 2006 roku Lacuna Coil wybrali się w trasę koncertową po Północnej Ameryce wraz z Robem Zombie. Pojawili się również na Ozzfeście na głównej scenie. Kolejnym wielkim wydarzeniem w 2006 roku w którym uczestniczył zespół był Download Festival, gdzie głównymi gwiazdami były Metallica, Tool i Guns N’ Roses. W grudniu tamtego roku Lacuna Coil wybrało się na kolejną trasę po Stanach Zjednoczonych koncertując razem z In Flames, The Sword i Seemless. W sumie do Karmacode ukazały się cztery single: „Our Truth”, „Closer”, „Within Me” oraz cover Depeche Mode „Enjoy the Silence”. W marcu 2007 roku Lacuna Coil dołączyli do Stone Sour i Shadows Fall na trasę koncertową Jägermeister Music Tour. W maju zespół wybrał się na amerykańskie tournée The Hottest Chicks in Metal Tour 2007 wraz z Within Temptation i The Gathering.

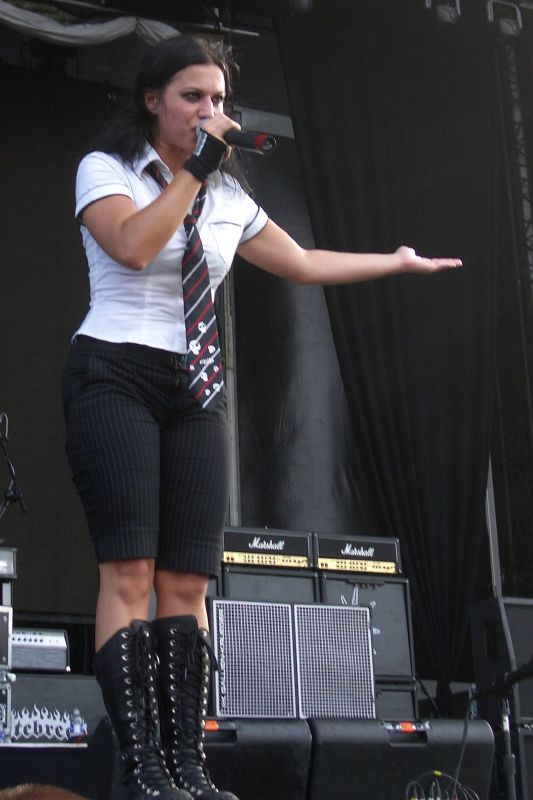
Cristina Scabbia, 2006

Pomimo masy zaplanowanych koncertów zespół brał również udział w kilku koncertach nie będących częścią oficjalnej trasy koncertowej. W kwietniu 2007 roku zespół zagrał w Raleigh (Karolina Północna, USA) aby zagrać z lokalnymi zespołami Wounded Soul, Blatant Disarray i Shadows Fall. Drugim wyjątkiem (też w kwietniu) był koncert w Albuquerque (Nowy Meksyk, USA), gdzie zespół grał ze Stolen Babies, Beneath the Sky i Shadows Fall. W październiku 2007 roku Lacuna Coil po raz pierwszy zagrali w Japonii, jako część Loudpark Festival w Saitamie. W listopadzie zespół wybrał się na australijską część trasy koncertowej organizowanej przez Megadeth, Gigantour, gdzie grali obok gospodarza oraz DevilDriver, Static-X czy Bring Me the Horizon.
Pierwszy album DVD Lacuna Coil Visual Karma (Body, Mind and Soul) ukazał się w listopadzie 2008 roku. Na płytach CD/DVD znajduje się retrospekcja wydarzeń promujących album Karmacode. Na albumie znalazł się zapis koncertu z niemieckiego Wacken Open Air oraz z japońskiego Loudpark Festival. Pierwsze informacje o nowym albumie grupy pojawiły się w magazynie Rock Sound. W wywiadzie dla tego magazynu zostało już wyjawione przez wokalistów: Cristinę Scabbię i Andrea Ferro, że producentem albumu zostanie Don Gilmore, z którym szlifowali oni również wymowę angielskich tekstów. Od początku było też wiadome że na albumie będzie można usłyszeć bliskowschodnie i arabskie akcenty.
W lutym i marcu 2009 roku, Lacuna Coil zagrali na australijskim festiwalu Soundwave Festival wu boku DevilDriver, In Flames, Lamb of God oraz Nine Inch Nails. Festiwal odbywał się w pięciu miastach. Podczas tamtych koncertów grupa po raz pierwszy grała nowy utwór „Spellbound”, który potem ukazał się na nowym albumie i singlu. 13 grudnia 2008 roku ujawniony został tytuł albumu: Shallow Life. Album został wydany w Europie 20 kwietnia 2009, a w USA dzień później. Album zadebiutował na liście Billboardu na 16. miejscu, co uczyniło z Shallow Life pierwszy album grupy który dostał się do pierwszej dwudziestki tego zestawienia. Nagrania obok gothic metalu z którego głównie znamy zespół, zawierają również elementy rocka alternatywnego i hard rocka.

## Muzycy
| Obecny skład zespołu - Andrea Ferro – wokal (od 1994) - Marco Coti Zelati – gitara basowa, instrumenty klawiszowe (od 1994) - Cristina Scabbia – wokal (od 1996) - Richard Meiz – perkusja (od 2019) |  | Byli członkowie zespołu - Michaelangelo Algardi – perkusja (1994) - Raffaele Zagaria – gitara (1994–1998) - Claudio Leo (zmarły) – gitara (1994–1998) - Leonardo Forti – perkusja (1994–1998) - Cristiano „Pizza” Migliore – gitara (1998–2014) - Cristiano „CriZ” Mozzati – perkusja (1998–2014) - Marco „Maus” Biazzi – gitara (1999–2016) - Diego Cavallotti – gitara (2016-2024) |  | Muzycy koncertowi - Anders Iwers – gitara (1997) - Steve Minelli – gitara (1998) - Patrick Graziosi – gitara (1999) - Alice Chiarelli – instrumenty klawiszowe (1998) - Ryan Folden – perkusja (2012, 2013–2015) - Daniel Sahagún – gitara basowa (2014), gitara (2016) |

## Dyskografia
Albumy
| In a Reverie                            | - Data: 8 czerwca 1999 - Wydawca: Century Media       | –   | –  | –  | –  | –  | –  | –  | –  | –   | –  |                      |
| Unleashed Memories                      | - Data: 20 marca 2001 - Wydawca: Century Media        | –   | –  | –  | –  | –  | –  | 72 | –  | –   | –  |                      |
| Comalies                                | - Data: 29 października 2002 - Wydawca: Century Media | –   | 69 | –  | –  | –  | –  | 45 | –  | 178 | –  |                      |
| Karmacode                               | - Data: 4 kwietnia 2006 - Wydawca: Century Media      | 139 | 54 | 52 | 17 | 86 | –  | 43 | 61 | 28  | 47 | - ITA: srebrna płyta |
| Shallow Life                            | - Data: 21 kwietnia 2009 - Wydawca: Century Media     | 76  | 46 | 68 | 25 | 76 | 95 | 52 | 64 | 16  | 42 |                      |
| Dark Adrenaline                         | - Data: 24 stycznia 2012 - Wydawca: Century Media     | 225 | 78 | –  | 18 | 79 | 77 | 36 | 53 | 15  | 48 |                      |
| Broken Crown Halo                       | - Data: 1 kwietnia 2014 - Wydawca: Century Media      | 201 | 66 | 55 | 13 | 75 | –  | 40 | 37 | 27  | 45 |                      |
| Delirium                                | - Data: 27 maja 2016 - Wydawca: Century Media         | 143 | 85 | 40 | 11 | 94 | 69 | 33 | 30 | 33  | 42 |                      |
| Black Anima                             | - Data: 11 października 2019 - Wydawca: Century Media |     |    |    |    |    |    |    |    |     |    |                      |
| „–” oznacza, że album nie był notowany. |                                                       |     |    |    |    |    |    |    |    |     |    |                      |

Single
| „Heaven’s a Lie”                         | 2002 | –  | –  | –  | –  | –  | Comalies        |
| „Lacuna Coil”                            | 2004 | –  | –  | –  | –  | –  | –               |
| „Swamped”                                | 2004 | –  | –  | 22 | –  | –  | Comalies        |
| „Our Truth”                              | 2006 | 36 | 40 | –  | 23 | 18 | Karmacode       |
| „Enjoy the Silence” (cover Depeche Mode) | 2006 | –  | 41 | –  | 27 | –  | Karmacode       |
| „Closer”                                 | 2006 | –  | –  | –  | 50 | –  | Karmacode       |
| „Within Me”                              | 2007 | –  | –  | –  | 44 | –  | Karmacode       |
| „Spellbound”                             | 2009 | 30 | –  | –  | –  | –  | Shallow Life    |
| „I Like It”                              | 2009 | –  | –  | –  | –  | –  | Shallow Life    |
| „I Won’t Tell You”                       | 2009 | 35 | –  | –  | –  | –  | Shallow Life    |
| „Trip the Darkness”                      | 2011 | 28 | –  | –  | –  | –  | Dark Adrenaline |
| „Fire”                                   | 2012 | –  | –  | –  | –  | –  | Dark Adrenaline |
| „–” oznacza, że singel nie był notowany. |      |    |    |    |    |    |                 |

Albumy wideo
| Tytuł                              | Dane dot. albumu                                   | Pozycja na liście |
| Tytuł                              | Dane dot. albumu                                   | JPN               |
| ---------------------------------- | -------------------------------------------------- | ----------------- |
| Visual Karma (Body, Mind and Soul) | - Data: 25 listopada 2008 - Wydawca: Century Media | 216               |

Minialbumy
| Tytuł                                      | Dane dot. albumu                                  |
| ------------------------------------------ | ------------------------------------------------- |
| Lacuna Coil                                | - Data: 7 kwietnia 1998 - Wydawca: Century Media  |
| Halflife                                   | - Data: 20 marca 2000 - Wydawca: Century Media    |
| Shallow Live: Acoustic at Criminal Records | - Data: 19 kwietnia 2010 - Wydawca: Century Media |

Kompilacje
| Tytuł                    | Dane dot. albumu                                  |
| ------------------------ | ------------------------------------------------- |
| The EPs                  | - Data: 19 sierpnia 2005 - Wydawca: Century Media |
| Manifesto of Lacuna Coil | - Data: 2 marca 2009 - Wydawca: Century Media     |

## Teledyski

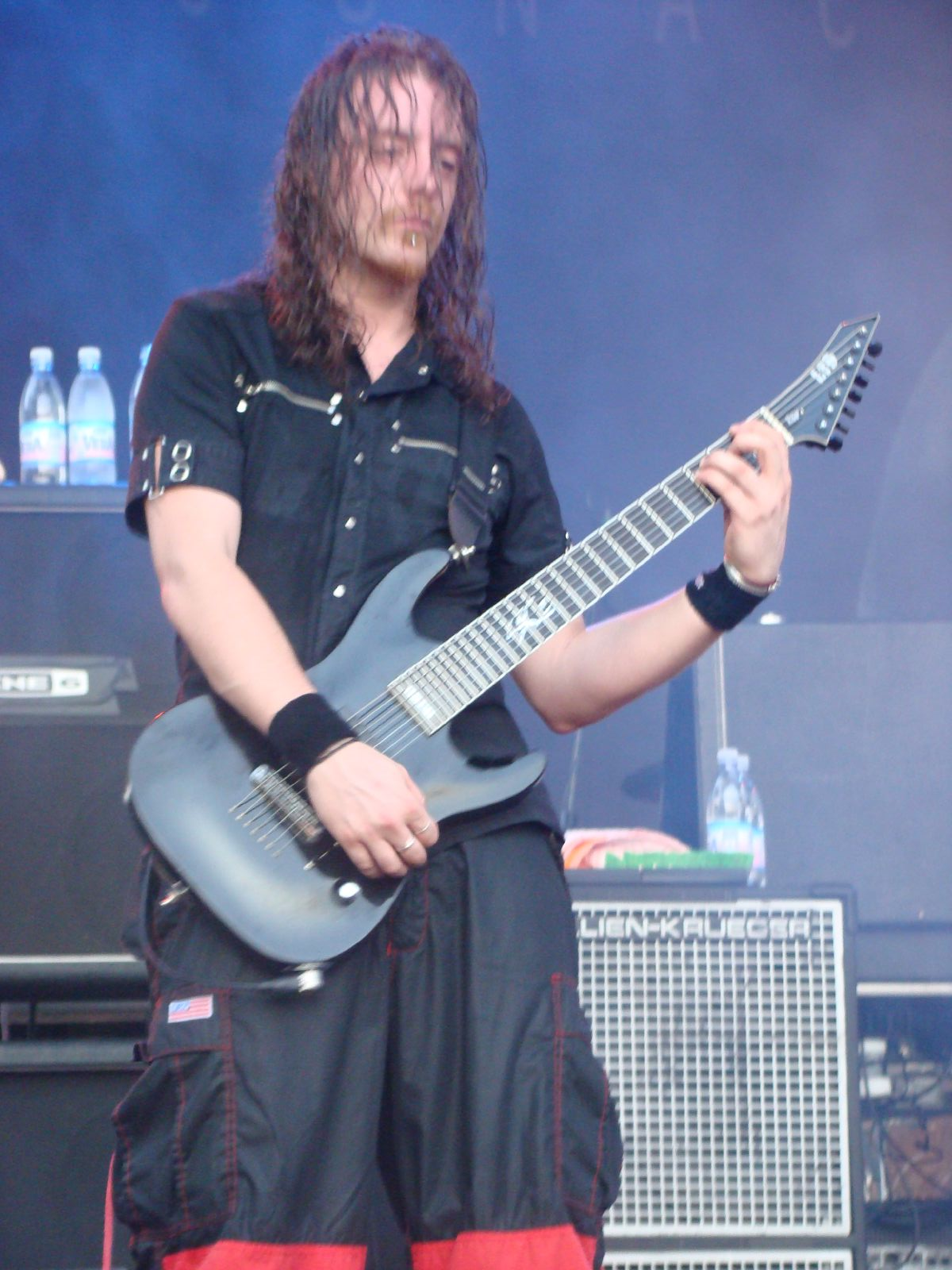
Marco Biazzi, 2007

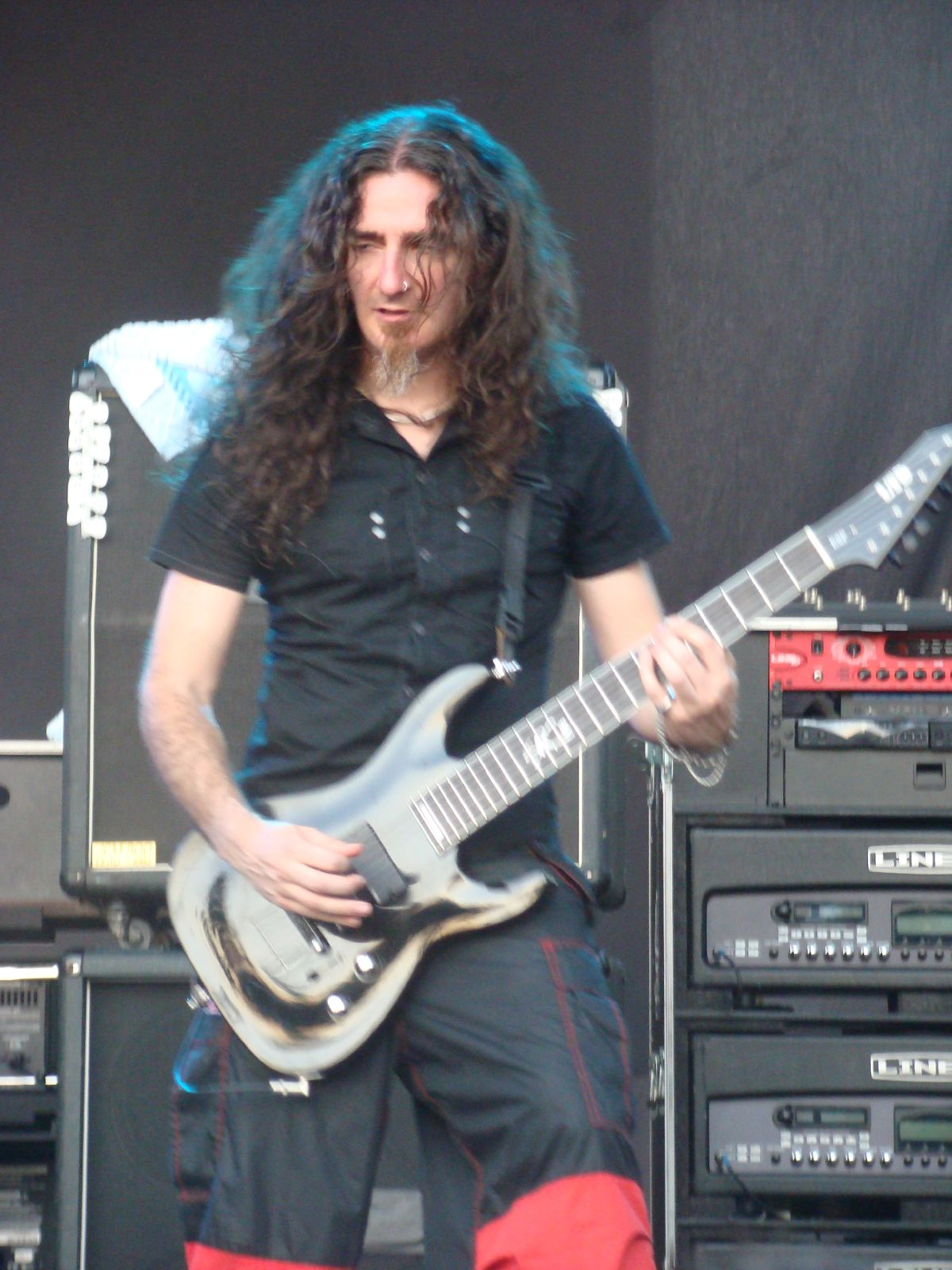
Cristiano Migliore, 2007

| Tytuł                                      | Rok  | Reżyseria              | Album             | Źródło |
| ------------------------------------------ | ---- | ---------------------- | ----------------- | ------ |
| „Heaven’s a Lie (Version 1)”               | 2002 | Luigi Sabadini         | Comalies          | [ 43 ] |
| „Heaven’s a Lie (Version 2)”               | 2003 | Chade Seide            | Comalies          | [ 44 ] |
| „Heaven’s a Lie (Version 3)”               | 2003 | Patric Ullaeus         | Comalies          | [ 45 ] |
| „Swamped”                                  | 2004 | Patric Ullaeus         | Comalies          | [ 46 ] |
| „Enjoy the Silence” (cover Depeche Mode)   | 2006 | Nathan Cox, Zach Merck | Karmacode         | [ 47 ] |
| „Our Truth”                                | 2006 | Nathan Cox, Zach Merck | Karmacode         | [ 48 ] |
| „Closer”                                   | 2006 | Nathan Cox, Zach Merck | Karmacode         | [ 49 ] |
| „Within Me”                                | 2007 | Karl Karman            | Karmacode         | [ 50 ] |
| „Spellbound (Performance version)”         | 2009 | Roberto „Saku” Cinardi | Shallow Life      | [ 51 ] |
| „Spellbound (Story version)”               | 2009 | Roberto „Saku” Cinardi | Shallow Life      | [ 51 ] |
| „I Like It”                                | 2009 | Kevin Custer           | Shallow Life      | [ 52 ] |
| „I Won’t Tell You”                         | 2010 | Roberto „Saku” Cinardi | Shallow Life      | [ 53 ] |
| „Trip The Darkness”                        | 2011 | Sitcom Soldiers        | Dark Adrenaline   | [ 54 ] |
| „End Of Time”                              | 2012 | Roberto „Saku” Cinardi | Dark Adrenaline   | [ 55 ] |
| „I Forgive (But I Won’t Forget Your Name)” | 2014 | Sitcom Soldiers        | Broken Crown Halo | [ 56 ] |
| „Nothing Stands In Our Way”                | 2014 | Daniel Kuykendall      | Broken Crown Halo | [ 57 ] |
| „Delirium”                                 | 2016 | Michael Winkler        | Delirium          | [ 58 ] |
| „Blood, Tears, Dust”                       | 2017 | Cosimo Alemà           | Delirium          | [ 59 ] |
| „You Love Me 'Cause I Hate You”            | 2017 | Cosimo Alemà           | Delirium          | [ 60 ] |

## Nagrody i wyróżnienia
| Rok  | Kategoria               | Tytułem          | Nagroda                         | Nota      | Źródło |
| ---- | ----------------------- | ---------------- | ------------------------------- | --------- | ------ |
| 2005 | Hard rock/metal Song    | „Heaven’s a Lie” | Independent Music Awards        | Laur      | [ 7 ]  |
| 2005 | Best International Band | Lacuna Coil      | Metal Hammer Golden Gods Awards | Nominacja | [ 61 ] |
| 2006 | Best International Band | Lacuna Coil      | Metal Hammer Golden Gods Awards | Nominacja | [ 62 ] |
| 2006 | Best Band On the Planet | Lacuna Coil      | Kerrang! Awards                 | Nominacja | [ 63 ] |
| 2006 | Best Italian Act        | Lacuna Coil      | MTV Europe Music Awards         | Nominacja | [ 64 ] |
| 2012 | Best International Band | Lacuna Coil      | Revolver Golden Gods Awards     | Nominacja | [ 65 ] |
| 2016 | Best International Band | Lacuna Coil      | Metal Hammer Awards             | Laur      | [ 66 ] |